# Distretto di Černihiv
Il distretto di Černihiv (in ucraino Чернігівський район?) è un distretto nell'oblast' di Černihiv in Ucraina. Il suo centro amministrativo è la città di Černihiv. Ha una popolazione di 445 430 abitanti.
Il 18 luglio 2020, come parte della riforma amministrativa dell'Ucraina, il numero di distretti dell'oblast di Černihiv, è stato ridotto a cinque e l'area del distretto di Černihiv è stata notevolmente ampliata.